# Laura Nucci
Laura Nucci (eigentlich Maria Laura Lodovici; * 26. Februar 1913 in Carrara; † 30. Januar 1994 in Rom) war eine italienische Schauspielerin.

## Leben
Die junge Nucci wurde schon schnell nach Beginn ihrer Karriere (den Anfang machte der Stummfilm Le leggenda di Wally von Orlando Vassallo 1929) zur geschätzten und faszinierenden Star-Schauspielerin der 1930er und 1940er Jahre. Sie stellte dabei meist Femmes fatales und andere verruchte Damen dar, die sie mit ironischen und anziehenden Charaktereigenschaften versah, wobei sie ihre leise Stimme raffiniert einzusetzen verstand. Daher wurde sie als italienische Ausgabe von Hollywood-Stars wie Constance Bennett oder Kay Francis angesehen. Häufig wurde sie von Alessandro Blasetti in dessen Filmen besetzt.
Nucci war eine oft gesehene „zweite Frauenrolle“ vor allem in den Jahren bis 1943, während sie in der Nachkriegszeit sich ab 1954 dem Charakterfach verschrieb. Dabei war sie (einmal unter dem Pseudonym Laureen Nuyen) in Kommerzfilmen ohne Nachwirkung zu sehen. Die Schwester des Komödienautors und -schauspielers Carlo Lodovici war ab den 1950er Jahren auch in einigen Theaterproduktionen zu sehen, die jedoch keine bleibenden Eindrücke hinterließen; bedeutender war ihr Beitrag zum Fernsehen, den sie ab 1956 (IL cuore e il mondo von Mario Landi) leistete und bei dem sie bis Ende der 1960er Jahre neben Cesco Baseggio sowie (neben anderen) unter Daniele D’Anza und Franco Rossi spielte. Nach vielen Jahren Pause war sie ab 1983 in einigen Serienfolgen zu sehen.

## Filmografie (Auswahl)
- 1929: La leggenda di Wally
- 1932: Palio
- 1961: Man nennt es Amore
- 1963: Das Schloß des Grauens (Le vergine di Norimberga)
- 1964: Der Todesfluch der brennenden Hexe (I lunghi capelli della morte)
- 1964: Soraya, Sklavin des Orients (Anthar l’invincibile)
- 1966: Ramon il Messicano
- 1967: Zwei Särge auf Bestellung (A ciascuno il suo)
- 1982: Ins Herz getroffen (Colpire al cuore)
- 1989: Fratelli d’Italia